# Lázaro (angolski piłkarz)
Lázaro, właśc. Lázaro Fonseca Costa Oliveira (ur. 27 sierpnia 1967 w Gabeli) – angolski piłkarz grający na pozycji pomocnika. Trener piłkarski.

## Kariera klubowa
Całą swoją karierę piłkarską Lázaro spędził w Portugalii. Rozpoczął ją w klubie CF Os Marialvas, w którym grał w sezonie 1987/1988. Następnie w sezonie 1988/1989 grał w ARC Usseira. W 1989 roku przeszedł do GD Estoril-Praia i występował w nim do końca sezonu 1993/1994. W sezonie 1994/1995 występował w Louletano DC, a w latach 1995–1997 – w FC Penafiel.
W 1997 roku Lázaro został zawodnikiem pierwszoligowej Estreli Amadora. W Estreli swój debiut w nim zanotował 24 sierpnia 1997 w przegranym 1:2 wyjazdowym spotkaniu z Marítimo Funchal. W Estreli występował do końca swojej kariery, czyli do końca sezonu 2003/2004.

## Kariera reprezentacyjna
W reprezentacji Angoli Lázaro zadebiutował w 1998 roku. W tym samym roku został powołany do kadry Angoli na Puchar Narodów Afryki 1998. Rozegrał na nim trzy mecze: z Republiką Południowej Afryki (0:0), z Namibią (3:3), w którym strzelił gola i z Wybrzeżem Kości Słoniowej (2:5). W kadrze narodowej grał do 1999 roku.